# Manta acústica
Manta acústica é um material auto-adesivo aplicado no interior das portas dos carros quando se deseja selar acusticamente um alto-falante, também servindo para fazer reforços estruturais e evitar ressonâncias indesejadas. O material é vendido em rolos, e sua aplicação consiste e colar na superfície desejada depois de limpa, e com um soprador térmico ou secador de cabelo o material se deforma e se ajusta as irregularidades, dando sua aderência final.